# Франквајлер
Франквајлер (њем. Frankweiler) општина је у њемачкој савезној држави Рајна-Палатинат. Једно је од 74 општинска средишта округа Зидлихе Вајнштрасе. Према процјени из 2010. у општини је живјело 918 становника. Посједује регионалну шифру (AGS) 7337026.

## Географски и демографски подаци
Франквајлер се налази у савезној држави Рајна-Палатинат у округу Зидлихе Вајнштрасе. Општина се налази на надморској висини од 243 метра. Површина општине износи 6,9 km². У самом мјесту је, према процјени из 2010. године, живјело 918 становника. Просјечна густина становништва износи 134 становника/km².